# Gouveia (Alfândega da Fé)
Pour les articles homonymes, voir Gouveia.
Gouveia est une freguesia de la municipalité de Alfândega da Fé au Portugal.

## Population
| Population de la freguesia de Gouveia (1864 – 2011) | Population de la freguesia de Gouveia (1864 – 2011) | Population de la freguesia de Gouveia (1864 – 2011) | Population de la freguesia de Gouveia (1864 – 2011) | Population de la freguesia de Gouveia (1864 – 2011) | Population de la freguesia de Gouveia (1864 – 2011) | Population de la freguesia de Gouveia (1864 – 2011) | Population de la freguesia de Gouveia (1864 – 2011) | Population de la freguesia de Gouveia (1864 – 2011) | Population de la freguesia de Gouveia (1864 – 2011) | Population de la freguesia de Gouveia (1864 – 2011) | Population de la freguesia de Gouveia (1864 – 2011) | Population de la freguesia de Gouveia (1864 – 2011) | Population de la freguesia de Gouveia (1864 – 2011) | Population de la freguesia de Gouveia (1864 – 2011) |
| --------------------------------------------------- | --------------------------------------------------- | --------------------------------------------------- | --------------------------------------------------- | --------------------------------------------------- | --------------------------------------------------- | --------------------------------------------------- | --------------------------------------------------- | --------------------------------------------------- | --------------------------------------------------- | --------------------------------------------------- | --------------------------------------------------- | --------------------------------------------------- | --------------------------------------------------- | --------------------------------------------------- |
| 1864                                                | 1878                                                | 1890                                                | 1900                                                | 1911                                                | 1920                                                | 1930                                                | 1940                                                | 1950                                                | 1960                                                | 1970                                                | 1981                                                | 1991                                                | 2001                                                | 2011                                                |
| 448                                                 | 418                                                 | 400                                                 | 375                                                 | 430                                                 | 323                                                 | 305                                                 | 359                                                 | 377                                                 | 355                                                 | 238                                                 | 254                                                 | 187                                                 | 149                                                 | 122                                                 |